# 九龍巴士271線
九龍巴士271線是香港的一條巴士路線，來往大埔（富亨）及佐敦（西九龍站）。
271線其後開設了以下分支，包括下列：
1. 九龍巴士271B線，逢星期一至五繁忙時間來往大埔（富亨）及佐敦（西九龍站），途經香港科學園及白石角。
2. 九龍巴士271P線，逢星期一至五早上繁忙時間開出兩班單向由大埔（九龍坑）往尖沙咀（廣東道）
3. 九龍巴士271X線，逢星期一至五黃昏繁忙時間單向由佐敦（西九龍站）往大埔（富亨），途經青沙公路。

## 歷史
本路線並非在當年的路線發展計劃中，而是因應運輸署配合舒緩彌敦道沿線地鐵擠迫，而建議開辦的早晨特快線之一（與本線同日投入服務的有230X（荃威花園至黃埔花園，經尖沙咀）、244X（青衣碼頭至尖沙咀碼頭）及268B（元朗（東）至尖沙咀碼頭）），後兩者已取消，而現時的268B是由第二代的269B分拆出來的）。
- 1992年6月1日：271線開辦，當時只於平日繁忙時間單程服務，總站在彌敦道近中間道，早上班次還一度減價$0.50及設有大抽獎吸引乘客選搭。
- 1992年10月1日: 優惠價完結， 收回原價。
- 1993年8月15日：增設假日早上至傍晚服務，假日總站為尖沙咀（廣東道）（馬可勃羅酒店對面的路旁）。
- 1993年11月5日：改為全日提供服務，並於尖沙咀（廣東道）為總站。當時為了使本路線全日服務，而且當時全空調服務的路線不多，結果令72X線取消空調服務來應付車隊調動，成為一項「創舉」。
- 2002年7月3日：配合廣東道路面工程，271線總站臨時遷往九龍站。
- 2004年3月21日：因廣東道路面工程完成，271線總站遷回尖沙咀（廣東道）巴士總站。
- 2008年12月8日：271P線開辦，以配合70線停辦。
- 2015年6月27日：增設到站時間預報。[6]
- 2017年2月27日：271B及271X線開辦。
- 2017年12月11日：271X起點站由半島酒店遷往尖沙咀（北京道）。
- 2018年3月12日：271B增設星期一至五07:10由富亨開出及18:30由尖沙咀開出的班次[7]。
- 2018年9月18日：271線的九龍區總站由尖沙咀（廣東道）延長至佐敦（西九龍站），以圖理順海港城太子酒店對開一段廣東道的交通情況，同時提供更佳候車環境予乘客，以及改善車長休息空間：

由大埔（富亨）開出駛至九龍公園徑後，改為直駛廣東道（北行）、匯翔道、匯民道及海泓道前往西九龍站總站，不再行經廣東道南行及廣東道巴士總站，而於廣東道近中港城及柯士甸站增設分站；由西九龍站經海泓道、匯民道及佐敦道返回廣東道原有路線，並分別在廣東道近匯翔道及柯士甸道增設分站，舊有總站則變為中途站。。而271P線則維持以尖沙咀（廣東道）為終點站，不會延長至西九龍站。有乘客認為改動總站後脫班問題變得嚴重，感到不滿。
- 2019年1月28日：271X線延長至佐敦（西九龍站），並經海泓道，匯民道及匯翔道後返回原有路線，加停「廣東道」站。[10]
- 2020年7月27日：
  - 271B線的九龍區總站延長至佐敦（西九龍站），不再途經窩打老道天橋並增設中途站，同時來回程各增至五班。[11]
  - 271取消所有特別班次，所有班次由西九龍站開出，並與271B實施聯合班次。
  - 271X增至七班車[12]
- 2020年11月30日：271B增加分站。
  - 來回增加馬料水公眾碼頭分站。[13]
  - 往西九龍站方向增加創新路分站。[14]
- 2022年1月23日：271X線加經佐敦道「柯士甸站」站，至同年7月22日。
- 2022年6月20日：271B線星期一至五18:22由佐敦（西九龍站）開出之班次延遲五分鐘至18:27開出。
- 2022年12月5日：271X線駛至上海街後直接轉入佐敦道原有路線，而不經甘肅街、欣翔道及海泓道，增設佐敦道「炮台街」站;取消欣翔道「欣翔道」站。[15]
- 2023年12月23日：271P線取消星期六服務。[16]
- 2024年7月2日：271B線上午往佐敦及下午往大埔之班次減至各兩班，同時微調下午往佐敦之班次時間。[17]
- 2024年11月18日：271X線減至五班車。

## 服務時間及班次
271
| 大埔（富亨）開   | 大埔（富亨）開 | 大埔（富亨）開 | 佐敦（西九龍站）開 | 佐敦（西九龍站）開      | 佐敦（西九龍站）開      |
| 日期             | 服務時間       | 班次（分鐘）   | 日期               | 服務時間                | 班次（分鐘）            |
| ---------------- | -------------- | -------------- | ------------------ | ----------------------- | ----------------------- |
| 星期一至五       | 05:35-06:05    | 10             | 星期一至五         | 06:50-07:20             | 15                      |
| 星期一至五       | 06:13          | 06:13          | 星期一至五         | 07:20-08:20期間不設服務 | 07:20-08:20期間不設服務 |
| 星期一至五       | 06:21-07:32    | 6/7            | 星期一至五         | 08:20-09:40             | 20                      |
| 星期一至五       | 07:47、07:54   | 07:47、07:54   | 星期一至五         | 09:40-13:00             | 10                      |
| 星期一至五       | 08:07-08:28    | 7              | 星期一至五         | 13:00-16:00             | 8/9                     |
| 星期一至五       | 08:38          | 08:38          | 星期一至五         | 16:00-17:54             | 6/7                     |
| 星期一至五       | 08:48-10:08    | 8              | 星期一至五         | 18:07                   | 18:07                   |
| 星期一至五       | 10:08-14:02    | 9              | 星期一至五         | 18:15-18:30             | 15                      |
| 星期一至五       | 14:02-16:28    | 6/7            | 星期一至五         | 18:37                   | 18:37                   |
| 星期一至五       | 16:28-17:00    | 8              | 星期一至五         | 18:52-19:56             | 7/8                     |
| 星期一至五       | 17:00-17:30    | 10             | 星期一至五         | 20:04-23:32             | 6-8                     |
| 星期一至五       | 17:45、18:15   | 17:45、18:15   | 星期一至五         | 23:30-00:45             | 9/10                    |
| 星期一至五       | 18:30-23:00    | 10-12          |                    |                         |                         |
| 星期一至五       | 23:00-00:00    | 15             |                    |                         |                         |
| 星期六           | 05:35-06:35    | 12             | 星期六             | 06:50-09:30             | 20                      |
| 星期六           | 06:35-07:35    | 10             | 星期六             | 09:30-11:00             | 15                      |
| 星期六           | 07:35-10:00    | 7/8            | 星期六             | 11:00-12:00             | 12                      |
| 星期六           | 10:00-19:00    | 6-10           | 星期六             | 12:00-19:56             | 7-12                    |
| 星期六           | 19:00-21:00    | 15             | 星期六             | 20:04-20:50             | 7/8                     |
| 星期六           | 21:00-22:30    | 9              | 星期六             | 20:50-23:32             | 6                       |
| 星期六           | 22:30-23:00    | 10             | 星期六             | 23:32-00:45             | 10/11                   |
| 星期六           | 23:00-00:00    | 12             |                    |                         |                         |
| 星期日及公眾假期 | 05:35-07:35    | 12             | 星期日及公眾假期   | 06:50-08:30             | 20                      |
| 星期日及公眾假期 | 07:35-08:15    | 10             | 星期日及公眾假期   | 08:30-12:00             | 15                      |
| 星期日及公眾假期 | 08:15-17:20    | 7/8            | 星期日及公眾假期   | 12:00-12:36             | 12                      |
| 星期日及公眾假期 | 17:20-18:00    | 10             | 星期日及公眾假期   | 12:36-18:40             | 7/8                     |
| 星期日及公眾假期 | 18:00-00:00    | 12             | 星期日及公眾假期   | 18:40-19:50             | 10                      |
|                  |                |                | 星期日及公眾假期   | 20:00-23:45             | 7/8                     |
| 23:45-00:45      | 12             |                | 星期日及公眾假期   |                         |                         |

藍字班次改經大埔中心，不經大埔太和路及南運路
271B
- 星期一至五：
  - 大埔（富亨）開：07:10、07:50、17:40、18:00
  - 佐敦（西九龍站）開：07:40、08:00、18:05、18:35

271P
- 大埔（九龍坑）開：
  - 星期一至五：07:15、07:45

271X
- 佐敦（西九龍站）開：
  - 星期一至五：17:30、17:55、18:20、18:45、19:15

271B、271P及271X線星期六、日及公眾假期不設服務

## 收費
| 路線   | 全程收費 | 分段收費                                                                   |
| ------ | -------- | -------------------------------------------------------------------------- |
| 271(B) | $12.5    | - 過獅子山隧道後往佐敦（西九龍站）：$7.4 - 廣福邨往富亨：$5.4              |
| 271P   | $16.9    | - 太和邨往尖沙咀（廣東道）：$12.5 - 過獅子山隧道後往尖沙咀（廣東道）：$7.4 |
| 271X   | $13.6    | - 廣福邨往富亨：$5.4                                                       |

| - 本線設有12歲以下小童及65歲或以上長者半價優惠。 - 65歲或以上香港居民使用「樂悠咭」，以及12歲以下合資格殘疾兒童使用「殘疾人士身份」個人八達通繳付車資，均可享有每程$2.0或半價（以較低者為準）的票價優惠；12至64歲合資格殘疾人士使用「殘疾人士身份」個人八達通（包括「樂悠咭」），以及60至64歲香港居民使用「樂悠咭」繳付車資，均可享有每程$2.0或全費（以較低者為準）的票價優惠。 - 65歲或以上長者如使用長者或一般個人八達通繳付車資，則只可享有半價優惠；12至64歲合資格殘疾人士如不使用「殘疾人士身份」個人八達通，以及60至64歲人士如不使用「樂悠咭」繳付車資，必須繳付全費。 - 乘客可以現金或八達通於上車時付款，不設找續。 - 每位成人乘客可免費攜帶最多兩名4歲以下而不佔座位的兒童乘客乘車，超額之4歲以下小童必須繳付小童車費乘車。 - 持有「九巴月票」之乘客在車票有效期內，每日可享最多10程任何九龍巴士及龍運巴士路線（包括本路線，以及聯營路線的九龍巴士／龍運巴士提供的班次；惟乘搭機場「A」及「NA」線則可享原價二七折優惠（不會計算每天10次合資格車程））；而B1線則每日可享最多各2程（不會計算每天10次合資格車程）。 - 九龍巴士、城巴、龍運巴士及陽光巴士全職員工及家屬（不包括外判職員）可免費乘搭本路線，惟必須拍職員或職員家屬八達通。 - 乘客亦可透過多元化電子支付系統（e度嘟）繳付車資，包括使用非接觸式VISA卡、JCB卡、萬事達卡、銀聯卡、美國運通、大來國際、Discover Card、Apple Pay、Google Pay、Samsung Pay、AlipayHK「易乘碼」、支付寶、WeChatHK／微信支付「搭車碼」、銀聯雲閃付「乘車碼」及BOC Pay「乘車碼」。乘客使用此付款方式，使用此支付方式的乘客可享有中途下車之分段收費，以及與其他九巴／龍運獨營路線或聯營線九巴／龍運班次之轉乘優惠，惟不適用於與非九巴／龍運路線之轉乘優惠，亦不能享有「公共交通費用補貼計劃」及「長者及合資格殘疾人士公共交通票價優惠計劃」。 |

### 八達通轉乘優惠
乘客登上本線後150分鐘內以同一張八達通卡轉乘以下路線，或從以下路線登車後150分鐘內以同一張八達通卡轉乘本線，次程可獲車資折扣優惠：
271←→7B，次程可獲$4.2折扣優惠
- 271往佐敦 → 7B往紅磡碼頭
- 7B往樂富 → 271往富亨

271←→73
- 271往富亨 → 73往華明，次程可獲$4.7折扣優惠
- 73往大埔 → 271往佐敦，次程可獲$6.1折扣優惠

若在同一日內採用此轉乘組合來回，可額外獲$0.9的折扣
271往佐敦←→270P往九龍站，次程可獲$4.2折扣優惠
271X ⇄ 青沙公路路線
- 271X往富亨 → 38B往碩門邨、240X往黃泥頭、249X往博康、272P往富亨、272X往大埔中心、280X往穗禾苑、286C往利安、286X往顯徑、287D往錦英苑或287X往水泉澳，次程車資全免
- 271X往富亨 → 270B往上水或272E往太和，回贈首程車資
- 270B往上水或272E往太和 → 271X往富亨，次程車資全免
- 38B往碩門邨、240X往黃泥頭、249X往博康、272P往富亨、272X往大埔中心、280X往穗禾苑、286C往利安、286X往顯徑、287D往錦英苑或287X往水泉澳 → 271X往富亨，回贈首程車資

| 第一程／第二程路線 | 第二程優惠車資              | 時限    |
| --- | --------------------------- | ------- |
| 72X、74A、80／80A／80P、80M、81C／281B／281X、 85、85A、85B、86、86A、86C、87B、87D／87E、 89、89B、270A／270C、271／271B／271P、281A | 成人：$4.2 小童／長者：$2.1 | 150分鐘 |

注意事項：

- 乘客可於各個可接駁第二程路線的巴士站轉車。
- 轉乘優惠不適用於轉乘同一路線或用"/"劃分的組別之路線。

官方網頁：請按此

## 使用車輛
由於本線客量十分高，九巴非常重視這條皇牌路線，一直以來都是使用最新的車型行駛。本線開線初期，採用利蘭奧林比安11米空調巴士行走；1998年，低地台巴士落地行走後，本線亦逐步改派行走。1999年，前龍運巴士的1998年丹尼士三叉戟巴士，髹上九巴色彩後，開始行駛本線，自此ALX500車身的丹尼士三叉戟巴士成為本線的主力。2002年，數輛配歐盟3型引擎的ALX500車身的丹尼士三叉戟巴士亦行駛本線，ALX500車身的丹尼士三叉戟巴士成為本線的「象徵」。
2008年5月，因應駛經彌敦道的巴士路線的低地台掛牌車必須是歐盟3型或以上引擎排放的巴士，所以原有的歐盟2型引擎巴士（即1998年出牌的丹尼士三叉戟巴士，包括前龍運巴士的一批，已退役）被換走。
2012年底起，本線大量換入原屬270A、307及905線等路線的歐盟五型富豪B9TL 12米，並引入配置歐盟四型引擎的12米E500，大為提升本線用車水平。
2013年12月10日起，本線再次大為提升用車水平引入沙田廠最新高載客量版配橙色電子路線牌的富豪B9TL及引入亞歷山大丹尼士Enviro 500MMC行走。
2015年，荔枝角車廠加入斯堪尼亞K280UD 12米（ASUD）行走此路線，唯現已撤離。
現時本線使用3輛富豪B9TL 12米（AVBWU）及28輛亞歷山大丹尼士Enviro 500 MMC 12米（ATENU）雙層空調巴士，均屬上水車廠。
| 車隊編號  | 車牌   |
| --------- | ------ |
| AVBWU317  | SR8808 |
| AVBWU329  | SW7307 |
| AVBWU334  | SW6559 |
| ATENU913  | TY 853 |
| ATENU917  | TY 791 |
| ATENU919  | TY2133 |
| ATENU921  | TY4934 |
| ATENU922  | TY5921 |
| ATENU936  | TZ6160 |
| ATENU943  | UA1236 |
| ATENU950  | UA1497 |
| ATENU957  | UA4342 |
| ATENU961  | UA5848 |
| ATENU967  | UA8237 |
| ATENU1030 | UC5404 |
| ATENU1035 | UC6645 |
| ATENU1036 | UC6650 |
| ATENU1040 | UC8309 |
| ATENU1042 | UC8950 |
| ATENU1046 | UC9637 |
| ATENU1047 | UC9926 |
| ATENU1058 | UD5171 |
| ATENU1059 | UD5498 |
| ATENU1062 | UD5700 |
| ATENU1064 | UD5841 |
| ATENU1066 | UD5979 |
| ATENU1174 | UJ3037 |
| ATENU1175 | UJ3049 |
| ATENU1182 | UJ4924 |
| ATENU1630 | VT1870 |
| ATENU1633 | VT1928 |

## 行車路線
271(B)

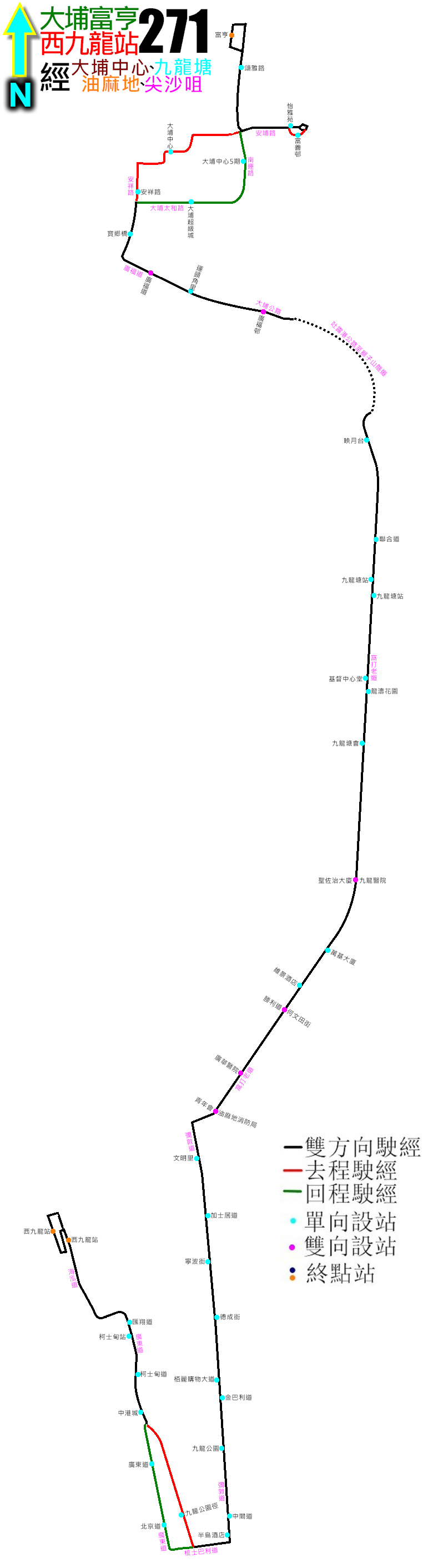
271線的走線圖

大埔（富亨）開經：頌雅路、南運路、安埔路、富善邨巴士總站、安埔路、大埔中心巴士總站、安慈路、安祥路、寶鄉橋、寶鄉街、廣福道、大埔公路－元州仔段、吐露港公路、創新路、科學園路、瑞祥街、吐露港公路、大埔公路－沙田段、沙田路、獅子山隧道公路、獅子山隧道、窩打老道、彌敦道、梳士巴利道、九龍公園徑、廣東道、匯翔道、匯民道及海泓道。
有粗體字之街道只限271B線途經
佐敦（西九龍站）開經：海泓道、匯民道、匯翔道、廣東道、梳士巴利道、彌敦道、窩打老道、獅子山隧道、獅子山隧道公路、沙田路、大埔公路－沙田段、吐露港公路、澤祥街、科學園路、科技大道西、科研路、創新路、吐露港公路、大埔公路－元州仔段、廣福道、寶鄉街、寶鄉橋、大埔太和路、南運路及安埔路。

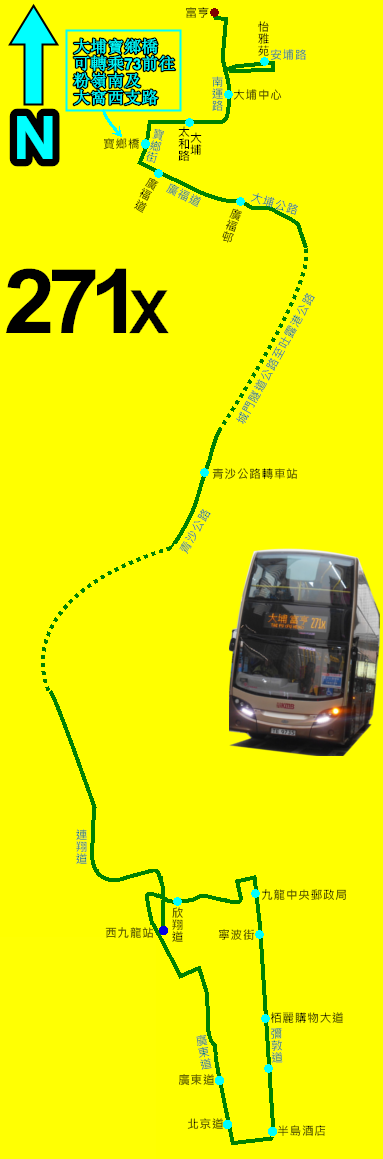
271X線的走線圖

註：
1. 271線每日20:00後班次駛至寶鄉橋後，改經安祥路、安慈路、大埔中心巴士總站，而不經有斜體字之路段。
2. 有粗體字之街道只限271B線途經。

271線各班次之具體停站請參考資訊框。271B線之停站請參考資訊框
271P
經：大窩西支路、林錦交匯處、吐露港公路、大埔太和路、寶雅路、汀角路、安慈路、安祥路、寶鄉橋、寶鄉街、廣福道、大埔公路－元州仔段、吐露港公路、大埔公路－沙田段、沙田路、獅子山隧道公路、獅子山隧道、獅子山隧道公路、窩打老道、彌敦道、梳士巴利道、九龍公園徑及廣東道。271P線之具體停站請參考資訊框
271X
經：海泓道、匯民道、匯翔道、廣東道、梳士巴利道、彌敦道、眾坊街、上海街、佐敦道、連翔道、荔寶路、青沙公路（尖山隧道、沙田嶺隧道、大圍隧道）、大埔公路－沙田段、吐露港公路、大埔公路－元洲仔段、廣福道、寶鄉街、寶鄉橋、大埔太和路、南運路、安埔路、汀角路及頌雅路。271X線之具體停站請參考資訊框

## 客量
271線由大埔區第二北面的公共屋邨富亨邨開出，並且能以短時間途經多個大埔區人口集中地，例如大埔中心、大埔墟及廣福邨等，並以「點到點」方式直達油麻地及佐敦，加上九龍區行車路線較為直接，往返九龍塘更因班次頻密而較同區另一取道獅隧並服務該帶的72X吸引，令本線開辦時受到大埔居民歡迎。即使受到港鐵的競爭，由於乘搭港鐵需要轉車，並且遠離大埔區人口集中地，加上東鐵綫爆滿情況相當嚴重，登車困難的情況相當普遍，而本線顯得直接方便，亦較易登車，在非繁忙時間的客量仍然高企。
根據區議會文件顯示，271P線使用情況如下：
2020年1月：圍頭村站往尖沙咀方向的載客率為約一成半。

## 外部連結
- 九巴271線官方網站路線資料 （页面存档备份，存于）
- 九巴271P線官方網站路線資料
- 九巴271、271B、271P、271X線詳細時間表 （页面存档备份，存于）
- i-busnet.com－九龍巴士271線 （页面存档备份，存于）
- 681巴士總站 （页面存档备份，存于）